# Szymon Suckewer
Szymon Suckewer (* 10. April 1938 in Warschau) ist ein aus Polen stammender US-amerikanischer Physiker, der sich insbesondere mit Röntgenlasern und Mikroskopie mit Röntgenlasern, der Erzeugung ultrakurzer Laserpulse und Lasern für die Gas- und Plasmadiagnostik befasst.
Suckewer studierte an der Lomonossow-Universität in Moskau Physik mit dem Diplomabschluss 1962, wurde 1966 am Institut für Kernforschung in Warschau in Plasmaphysik promoviert, wo er dann bis 1969 die Gruppe für Plasmaspektroskopie leitete, und 1971 habilitiert (Doktortitel nach russischem System). Danach war er bis 1975 als Dozent im Institut für Kernforschung in Warschau. 1975 ging er an die Princeton University, wo er ab 1980 Senior Research Physicist im Labor für Plasmaphysik war. Ab 1987 war er dort Professor und Leiter der Gruppe für die Entwicklung von Röntgenlasern, das heißt mit Wellenlängen unter 30 nm.
1984 konnte er mit seiner Gruppe einen Laserbetrieb bei einer Wellenlänge von 18,2 nm in einem Plasma aus Kohlenstoffionen erreichen. (das war die erste erfolgreiche Demonstration von Laserbetrieb im weichen Röntgenbereich, etwa gleichzeitig mit einer Gruppe am Lawrence Livermore Labor u. a. mit Peter Hagelstein) 1985 erkannte er die Notwendigkeit, zur Herstellung von Röntgenlasern mit noch kürzeren Wellenlängen neue Techniken für ultrakurze Laserpulse hoher Intensität zu erzeugen, und richtete seine Forschungsgruppe darauf aus. 1987 erzeugte er mit einem Kryptonfluoridlaser ultrakurze Pulse mit einer Intensität von {\displaystyle 2\cdot 10^{18}\ \mathrm {W\cdot cm^{-2}} }. Mit diesen Pulsen konnte er 1996 einen Laser-Betrieb in einem Plasma aus Lithium-Ionen bei einer Wellenlänge von 13,5 nm auslösen. Er ist auch in den 2000er Jahren weiter an der Entwicklung von Röntgenlasern mit noch kürzeren Wellenlängen (wenige Nanometer) aktiv.
Daneben befasst er sich auch mit Anwendungen von Lasern in der Medizin (zum Beispiel Augenchirurgie).
2007 erhielt er den Arthur-L.-Schawlow-Preis für Laserphysik für Pionierarbeiten zur Erzeugung von Lasern mit ultrakurzen Wellenlängen und Femtosekunden-Pulsen und Röntgenlasermikroskopie. 2005 erhielt er den Willis-E.-Lamb-Preis. Er ist Fellow der American Physical Society und der Optical Society of America.

## Schriften (Auswahl)
- mit C. H. Skinner: Soft x-ray lasers and their applications. In: Science. Band 247, Nr. 4950, 30. März 1990, S. 1553–1557, doi:10.1126/science.2321016.